# کیفر (فیلم ۲۰۱۵)
کیفر (به اسپانیایی: El desconocido) یک فیلم اکشن و دلهره‌آور اسپانیایی-فرانسوی محصول سال ۲۰۱۵ به کارگردانی دنی د لا توره با بازی لوئیس تسار، خاویر گوتیه‌رس آلبارس، الویرا مینگس و گویا تولدو است. این فیلم در بخش روزهای ونیز در هفتاد و دومین جشنواره فیلم ونیز به نمایش درآمد.

## خلاصه داستان
مدیر یک بانک تماسی از یک ناشناس دریافت می‌کند که به او می‌گوید باید در مدت زمان مشخصی مقدار بسیاری پول را جور کند وگرنه یک بمب زیر صندلی‌اش منفجر خواهد شد.

## تولید
این فیلم در سال ۲۰۱۴ در لاکرونیا فیلمبرداری شد.

## انتشار
اولین نمایش جهانی خود را در ۲ سپتامبر ۲۰۱۵ انجام داد و به عنوان فیلم افتتاحیه بخش موازی جشنواره ونیز به نمایش درآمد. همچنین در ۲۲ سپتامبر ۲۰۲۱ در جشنواره بین‌المللی فیلم سن‌سباستین ارائه شد. این فیلم توسط برادران وارنر توزیع شد، فیلم در ۲۵ سپتامبر ۲۰۱۵ در اسپانیا اکران شد.

## بازسازی‌ها
- فیلم آلمانی بیرون نرو (۲۰۱۸) با بازی ووتان ویلکه مورینگ[۷]
- فیلم کره‌جنوبی ضربه سخت (۲۰۲۱) با بازی جو وو-جین[۸]
- فیلم آمریکایی کیفر (۲۰۲۳) با بازی لیام نیسون[۹]